# Nová Ves pod Pleší
Nová Ves pod Pleší là một làng thuộc huyện Příbram, vùng Středočeský, Cộng hòa Séc.